# Старла и јахачи драгуља
Старла и јахачи драгуља (енгл. Princess Gwenevere and the Jewel Riders) је америчка цртана телевизијска серија. Свака епизода је мјузикл препун догодовштина и нових ликова, замишљена као мини-мјузикл препун авантура.
У Србији и Црној Гори се премијерно приказивала 1996. на каналу РТС 2, за који је синхронизацију радио студио Призор, а потом и 2005. на Каналу Д, који је урадио ресинхронизацију. Канали ТВ5 Ужице и ТВ Сунце су репризирали Призорову синхронизацију, а Синеманија Канал Д-ову.

## Радња
Серија прати потрагу истоимене младе принцезе Старле од Авалона и њене две другарице Фалон и Тамаре, да пронађу седам изгубљених зачараних драгуља из Круне Авалона, које се налазе у кутији, чаробњака Марлина. Такође, оне се током својих авантура боре и против зле чаробнице тетка Кале, да преузме краљевство Авалона и уништи Мерлина. У другој сезони, Јахачи драгуља добијају више моћи, како би се борили против Кале, која се враћа са моћном чаробницом Морганом, за још више магичних драгуља, али и како би спасили свог прогнаног ментора Мерлина и повратили хармонију у свом свету. Током целокупних авантура, прате их пријатељи животиње, брбљива сова Арчи, љубимац чаробњака Мерлина, као и Вукови, тројица мушких Јахача драгуља.

### Прва сезона
Прича је постављена током дводелне пилот епизоде "У потрази за драгуљима". Принцезу Старлу, младу ћерку владара Авалона, краљице Ање и краља Џереда, Мерлин припрема за дан када ће срести свог магичног пријатеља животињу, да се повеже са својим Зачараним драгуљем, сунчевим каменом, како би могла да постане нови вођа Јахача драгуља. Њој тек треба доделити магију краљевског Сунчевог камена на посебној церемонији, док њени најбољи пријатељи Тамара и Фалон већ користе магију сопствених Зачараних драгуља, Камена срца и Месечевог камена. У међувремену, чаробница одметница тетка Кале, окрутна и моћна сестра краљице Ање, планира да украде Мерлинове драгуље, како би могла да искористи њихову велику магију да преузме Авалон и заувек влада. Пре много година, тетка Кале није добила Сунчев камен и касније је протерана, али сада она проналази мистериозни драгуљ велике зле магије који именује Мрачни камен и брзо га користи да савлада свог мрског непријатеља Мерлина, шаљући га у смртоносну Дивљу магију. Међутим, убрзо се испоставило да Мерлин није настрадао, и он је осујети у последњем тренутку тако што ће разбити поставу Крунских драгуља и послати их назад у земље одакле су дошли, распршивши их широм краљевства и шире. Нажалост, када се веза крунских драгуља прекине, магија више није стабилна и измиче контроли, а поред тога, Јахачи драгуља сазнају да је њихово преузимање једини начин да ослободе Мерлина од губитка у вртлогу Дивље магије. Убрзо, Старла након неуспешног повезивања са животињама, завршава своју церемонију повезивања Сунчевог камена са Сунчицом, летећим једнорогом којег је спасила из замка тетка Кале.
Примарна прича затим говори о авантурама Јахача драгуља у њиховој потрази док траже скривене крунске драгуље кроз дивљу магију. Седам драгуља из круне Авалона су: Драгуљ Северне шуме, Дугин драгуљ, Драгуљ горућег леда, Драгуљ маглене руже, Драгуљ пустињске звезде, Драгуљ поља снова и Драгуљ џунгле. Девојке морају прво да пронађу и обезбеде сваки од ових драгуља пре него што се тетка Кале дочепа, или да га поново освоје ако то учини. Користећи магију Зачараних драгуља и њихово пријатељство, Јахачи драгуља морају спречити Кале да стекне више моћи од магичних драгуља или магичних животиња, јер јој не могу дозволити да се претвори у зло и поврати све крунске драгуље, како би на крају могли да победе њу и спасу Мерлина и цео Авалон.
Током дводелног финала прве сезоне, тетка Кале успева да преузме контолу над Кристалном палатом. Постајући наизглед непобедива, Кале збаци Ању, ослобађа мрачну магију над Авалоном, лишава Јахаче драгуља њихове моћи и спрема се да постане краљица. Вештица тада тражи Мерлина да га докрајчи, али он користи своје преостале моћи да је увуче у Дивљу магију и задржи је тамо довољно дуго да девојке ослободе скривену велику добру магију Кристалне палате, као највећи Зачарани Драгуљ у Авалону. Кале покушава да апсорбује моћи сакупљених драгуља, али на крају бива заробљена и уништена дивљом магијом. Девојке и њихови пријатељи славе своју победу и откривају да су Јахачи драгуља, подесили крунске драгуље за своје личне драгуље, омогућавајући им да каналишу сву магију Авалона. На крају, Мерлин се појављује последњи пут, да честита својим ученицима и каже им да се одрекао свог драгуља, са кључа, којом се откључава кутија са седам драгуља, како би Кале била поражена, а да је она заувек изгубљена у дивљој магији.

### Друга сезона
Кале се удружује с највећим непријатељем Авалона, најмоћнијом и у исто време најподлијом злом чаробницом, Морганом. Старла са својим верним пријатељима наставља борбу са злим силама. Пред Старлом и њеним пријатељима све је више проблема који се морају решити и све мање времена да сакупе све драгуље и тако спасу Авалон.

## Кућни биоскоп
Фирма Видком је 1996. издала 3 VHS касете са неким епизодама 2. сезоне, са Призоровом синхронизацијом. Прву са епизодама 21 и 22, другу са епизодама 23 и 24 и трећу са епизодама 25 и 26. Фирма Маг медија је током 2007. и 2008. издала 25 од 26 епизода на 6 ДВД-ова са Канал Д синхронизацијом, који су се продавали широм Србије и Црне Горе.